# 阿福格納克島
阿福格納克島是美國阿拉斯加州的島嶼，屬於科迪亞克群島的一部分，長69公里、寬37公里，面積1,812平方公里，是美國第十八大島嶼，2000年人口169。